# Félix-Joseph Barrias

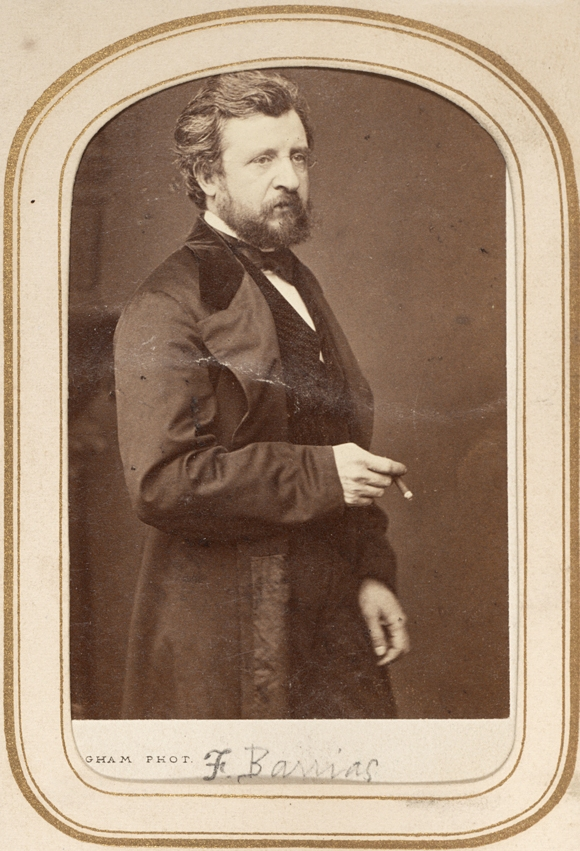
Portrait de Félix-Joseph Barrias, Smithsonian Institution, Washington

Felix Joseph Barrias (* 13. September 1822 in Paris; † 24. Januar 1907 ebenda) war ein französischer Historienmaler.

## Leben

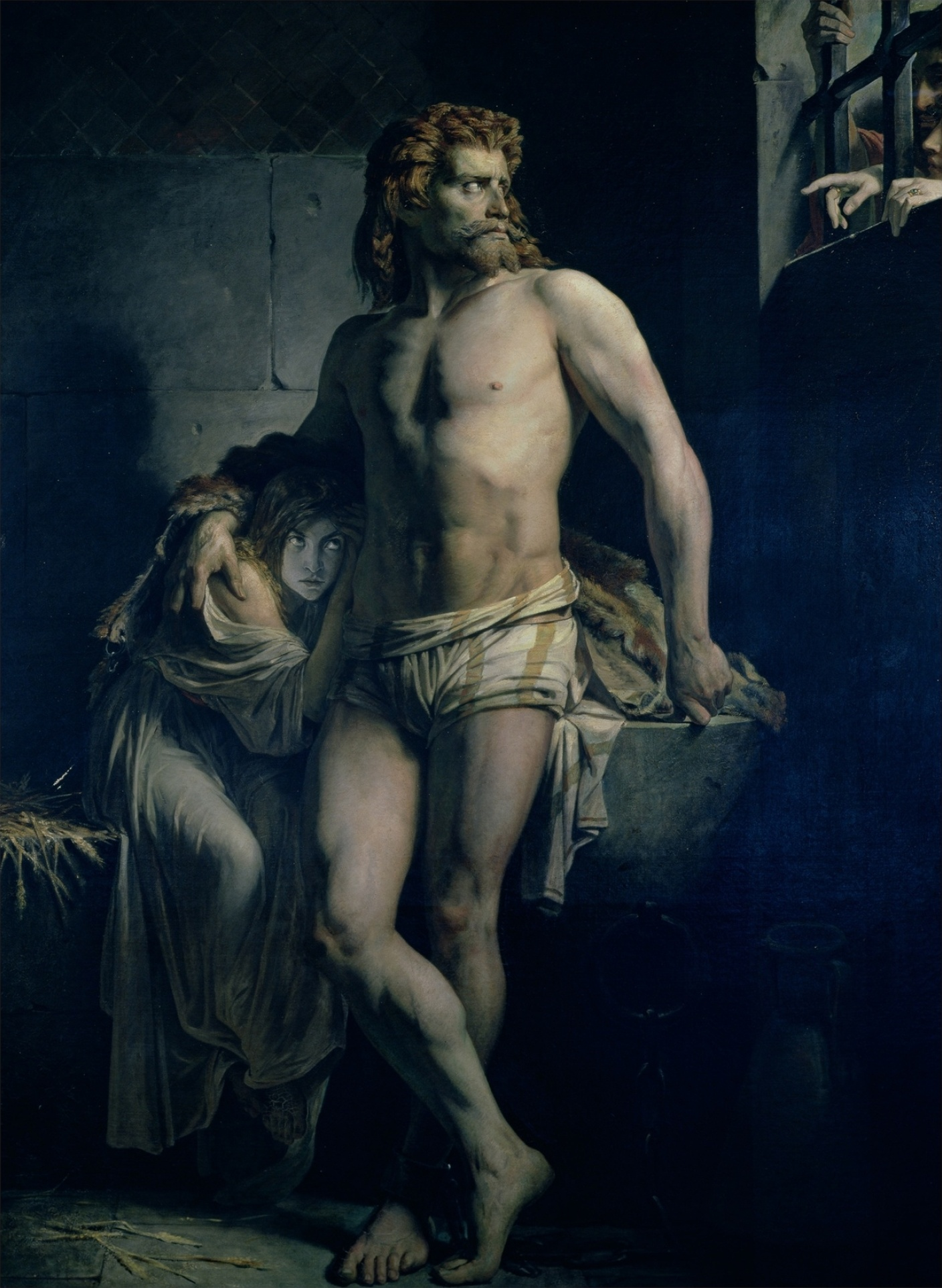
Felix-Joseph Barrias – A Gaul and His Daughter Imprisoned in Rome

Er studierte an der École des Beaux-Arts bei Léon Cogniet. Daran schloss sich ein Aufenthalt in Rom an. 
Seinen ersten Erfolg errang er 1844 mit dem Bild Cincinnatus, der die römische Gesandtschaft empfängt. Von seinen späteren, in antikisierendem Stil gehaltenen Gemälden zählen als die hervorragendsten: Sappho (1847), die Verbannten des Tiberius (1851, Musée du Luxembourg), Dante (1853, Museum in Tarbes), Michelangelo in der Sixtinischen Kapelle, die Landung der französischen Armee in der Krim (Museum in Versailles), der Tod Chopins, der Triumph der Venus und Camille Desmoulins im Palais Royal. Monumentale Darstellungen von ihm befinden sich in der Kirche St.-Eustache und in der Neuen Oper (die Harmonie und die dramatische, erotische und ländliche Musik) zu Paris.